# Аппел, Карел
Карел Аппел (нидерл. Christiaan Karel Appel, 25 апреля 1921, Амстердам — 3 мая 2006, Цюрих) — нидерландский художник, скульптор, график, один из основателей авангардной группы «КОБРА». В своих работах сочетал фигуративные и абстрактно-экспрессионистские элементы.

## Биография
Карел Аппел родился в Амстердаме в семье парикмахера и после окончания школы работал в парикмахерской отца. В 1940—1943 гг. учился в Королевской Академии изобразительных искусств в Амстердаме. В ранних работах ощущается влияние Матисса и Пикассо.
После Второй мировой войны стиль художника существенно меняется под влиянием примитивного искусства и ар брют. В 1946 г. проходит первая выставка его работ; в этом же году Аппел совершает поездку в Данию, где знакомится с художниками — будущими участниками объединения «КОБРА». В 1948 г. Карел Аппел и другие молодые нидерландские художники образуют так называемую Нидерландскую экспериментальную группу, к которой несколько месяцев спустя присоединяются бельгиец Пьер Алешинский и датчанин Асгер Йорн. Первые буквы в названии столиц их родных стран (Копенгаген, Брюссель, Амстердам) дадут новое наименование группе. Целью объединения становится выражение через живопись инстинктов и подсознания человека; в числе выразительных средств — яркие, кричащие тона и фантастические образы.

В этот период Карел Аппел создаёт произведения из мусора и выброшенных предметов. 1948-49 годами датируется одна из самых известных его работ: деревянный рельеф «Вопрошающие дети» (нидерл. Vragende kinderen), состоящий из обломков древесины, прикреплённых к старой оконной раме. В 1948-49 гг. Аппел выполнил три версии этой работы, которая представляет собой грубое, схематичное изображение детей с лицами, похожими на маски. Фигуры нарочито небрежно раскрашены гуашью: яркие цвета и «неаккуратная» раскраска вызывают ассоциации с детским творчеством, в котором члены объединения «КОБРА» видели важнейший источник обновления современного искусства и его освобождения от накопленных за долгие века условностей.

В 1949 г. Аппел создаёт на заказ фреску, в которой использует тот же сюжет. Фреска должна была находиться в помещении столовой амстердамской ратуши, и комитет городского Совета одобрил предварительный эскиз. 14 марта 1949 г. работа была завершена. Она вызвала волну резкой критики и массу негативных отзывов, вследствие чего была закрыта на 10 лет.

Произведение, ставшее причиной публичного скандала, имеет глубокий социальный подтекст. В нидерландском языке слово vragende можно истолковать двояко — «вопрошающие» и «просящие (милостыню)» — поэтому изображённые на рельефе дети, смотрящие прямо в лицо зрителю, должны напоминать о нищете послевоенной Германии, свидетелем которой был и сам художник. Яркие краски, говорящие о радости и непосредственности детства, контрастируют с недетской статичностью деревянных фигур и их лиц-масок с выражением ужаса в глазах. Эти дети смотрят на мир, который разрушили взрослые, и нетрудно догадаться, что́ именно они вопрошают — «Почему?».
В 1950 г. Аппел переезжает в Париж. В 1952 г. выходит из объединения «КОБРА» и присоединяется к французскому движению информализма.
В последующие годы Аппел много путешествует и посещает Мексику, США, Югославию, Бразилию, Японию, Китай. В 1964 г. приобретает замок близ Осера; долгое время живёт в Нью-Йорке, Флоренции, Цюрихе. К нему приходит международное признание; в ряде стран организуются выставки его работ.
Карел Аппел умер в своём доме в Цюрихе 3 мая 2006 г. Похоронен на кладбище Пер-Лашез.

## Творчество
В разные годы Аппел был близок к сюрреализму, абстракционизму, ар-брют. Его также включают в круг мастеров Парижской школы. Для стиля художника характерно сочетание фигуративности и абстракции, а также экспрессивная деформация фигур. Ему близка техника коллажа; в свои произведения он нередко включает те или иные материальные объекты. Основные жанры его картин — пейзаж и портрет. После скандала с «Вопрошающими детьми» Аппел стал называть себя варваром и всячески поддерживал этот имидж: так, во время работы над картиной он буквально «швырял» краску на холст и издавал громкие стоны.

Начиная с 1970-х гг. Аппел стал отдавать предпочтение скульптуре как жанру, предоставляющему более широкие возможности в работе над формой. В качестве материала он использует дерево, алюминий, полиуретан и др.
Помимо живописи и графики Карел Аппел работал как художник в драматическом, балетном и оперном театре, а также выступал в качестве поэта и музыканта.

## Сочинения
- Psychopathologisches Notizbuch. Zeichnungen und Gouachen 1948—1950. Bern; Berlin: Verlag Gachnang & Springer, 1997
- Der Machtwille der Planeten / Ich bin der Planet / Du bist der Planet / Wir sind die Planeten. Gedichte aus den Jahren 1941—1996. Bern; Berlin: Verlag Gachnang & Springer, 2000.

## Признание
Премия Венецианской биеннале (1954), Международная премия за графику на биеннале в Любляне (1954), Большая премия биеннале в Сан-Паулу (1959), Международная премия Фонда Гуггенхайма (1960). Последнюю из перечисленных премий Аппел получил в возрасте 39 лет (за картину «Женщина с букетом», созданную двумя годами ранее) и стал самым молодых из художников, когда-либо удостаивавшихся её.